# Bratislavský volejbalový klub
Il Bratislavský volejbalový klub è una società pallavolistica femminile slovacca, con sede a Bratislava: milita nel campionato slovacco di Extraliga.

## Storia
Il Volejbalový klub Doprastav Bratislava viene fondato nel 1992. Nel 2000 ottiene il primo piazzamento importante della sua storia, classificandosi al terzo posto in Extraliga. Nel 2005 e nel 2008 si ripete, classificandosi nuovamente al terzo posto. Grazie a questi risultati il club partecipa a diverse edizioni delle competizioni europee minori, ma senza risultati di spicco. Nella stagione 2008-09 vince per la prima volta il campionato slovacco, battendo in finale lo Volejbalový Klub Slávia UK Bratislava: nello stesso torneo vince il titolo anche nella stagione 2011-12 e in quella 2013-14. 
Nel 2014 il club cambia nome in Bratislavský volejbalový klub.

## Rosa 2013-2014
| N° | Nome                 | Ruolo | Data di nascita  | Nazionalità sportiva |
| -- | -------------------- | ----- | ---------------- | -------------------- |
| 1  | Michaela Martináková | S/O   | 20 aprile 1994   | Slovacchia           |
| 2  | Lucia Hatinová       | C     | 28 febbraio 1984 | Slovacchia           |
| 3  | Michaela Abrhámová   | C     | 31 agosto 1993   | Slovacchia           |
| 4  | Dominika Drobňáková  | S     | 4 giugno 1992    | Slovacchia           |
| 5  | Petra Potocká        | C     | 5 giugno 1993    | Slovacchia           |
| 6  | Barbora Koseková     | P     | 22 novembre 1994 | Slovacchia           |
| 7  | Miroslava Reháková   | S     | 28 agosto 1994   | Slovacchia           |
| 10 | Daniela Mesková      | S     | 16 aprile 1984   | Slovacchia           |
| 11 | Radka Skalová        | S     | 6 settembre 1991 | Slovacchia           |
| 12 | Monika Stankovianska | S/O   | 26 novembre 1986 | Slovacchia           |
| 13 | Lenka Ovečková       | P     | 16 novembre 1995 | Slovacchia           |
| 15 | Lucia Nikmonová      | L     | 13 ottobre 1993  | Slovacchia           |

## Palmarès
- Campionato slovacco: 4

2008-09, 2011-12, 2013-14, 2017-18
- Coppa di Slovacchia: 6

2007-08, 2008-09, 2010-11, 2011-12, 2013-14, 2017-18

## Denominazioni precedenti
- 1992-2014: Volejbalový klub Doprastav Bratislava